# GP van Frankrijk MX1 2006
De Grote Prijs van Frankrijk 2006 in de MX1-klasse motorcross werd gehouden op 17 september 2006 op het circuit van Ernée. Het was de vijftiende en laatste Grote Prijs van het wereldkampioenschap. Het was tevens de laatste Grote Prijs in de carrière van Stefan Everts, die al vóór de wedstrijd zeker was van zijn tiende wereldkampioenschap. Everts nam afscheid in stijl: hij won (opnieuw) beide reeksen en won zo de 101e GP in zijn carrière.

## Uitslag eerste reeks
| Plaats | Naam              | Land |
| ------ | ----------------- | ---- |
| 1      | Stefan Everts     | BEL  |
| 2      | Jonathan Barragán | ESP  |
| 3      | Kevin Strijbos    | BEL  |
| 4      | Tanel Leok        | EST  |
| 5      | Ken De Dycker     | BEL  |
| 6      | Joshua Coppins    | NZL  |
| 7      | Steve Ramon       | BEL  |
| 8      | Brian Jørgensen   | DEN  |
| 9      | James Noble       | GBR  |
| 10     | Pascal Leuret     | FRA  |

## Uitslag tweede reeks
| Plaats | Naam              | Land |
| ------ | ----------------- | ---- |
| 1      | Stefan Everts     | BEL  |
| 2      | Joshua Coppins    | NZL  |
| 3      | Tanel Leok        | EST  |
| 4      | Kevin Strijbos    | BEL  |
| 5      | Jonathan Barragán | ESP  |
| 6      | Steve Ramon       | BEL  |
| 7      | Kornél Németh     | HUN  |
| 8      | Ken De Dycker     | BEL  |
| 9      | James Noble       | GBR  |
| 10     | Gordon Crockard   | IRL  |

## Eindstand Grote Prijs
| Plaats | Naam              | Land | Punten |
| ------ | ----------------- | ---- | ------ |
| 1      | Stefan Everts     | BEL  | 50     |
| 2      | Tanel Leok        | EST  | 38     |
| 3      | Kevin Strijbos    | BEL  | 38     |
| 4      | Jonathan Barragán | ESP  | 38     |
| 5      | Joshua Coppins    | NZL  | 37     |
| 6      | Steve Ramon       | BEL  | 29     |
| 7      | Ken De Dycker     | BEL  | 29     |
| 8      | Kornél Németh     | HUN  | 24     |
| 9      | James Noble       | GBR  | 24     |
| 10     | Gordon Crockard   | IRL  | 20     |
| 11     | Pascal Leuret     | FRA  | 20     |

## Eindstand wereldkampioenschap
| Plaats | Naam                  | Land | Punten |
| ------ | --------------------- | ---- | ------ |
| 1      | Stefan Everts         | BEL  | 739    |
| 2      | Kevin Strijbos        | BEL  | 529    |
| 3      | Steve Ramon           | BEL  | 483    |
| 4      | Ken De Dycker         | BEL  | 463    |
| 5      | Tanel Leok            | EST  | 443    |
| 6      | Jonathan Barragán     | ESP  | 376    |
| 7      | Joshua Coppins        | NZL  | 330    |
| 8      | Manuel Priem          | BEL  | 278    |
| 9      | Pascal Leuret         | FRA  | 267    |
| 10     | James Noble           | GBR  | 226    |
| 11     | Cédric Melotte        | BEL  | 224    |
| 12     | Francisco García Vico | ESP  | 201    |
| 13     | Gordon Crockard       | IRL  | 173    |
| 14     | Antti Pyrhönen        | FIN  | 168    |
| 15     | Julien Bill           | SUI  | 167    |
| 16     | Marvin Van Daele      | BEL  | 155    |
| 17     | Brian Jørgensen       | DEN  | 144    |
| 18     | Wyatt Avis            | RSA  | 120    |
| 19     | Kornél Németh         | HUN  | 106    |
| 20     | Danny Theybers        | BEL  | 102    |